# 台中市公車361路
台中市公車361路目前行駛自龍津高中到圖書館溪西分館，此路線大部份行駛於遊園路、南崗路。

## 歷史
- 2021年8月6日：通車。[2][3][4]
- 2022年11月21日:臺中榮總端延駛至「圖書館溪西分館」，往圖書館溪西分館方向加停「福安里（臺灣大道）」，雙向新增「東大附中」、「普濟寺」、「榮總北院」」、「臺灣大道玉門路口」、「臺中捐血中心」、「臺灣大道玉門路口」、「中港澄清醫院」、「中港新城」和「統聯轉運站」，路線名稱由「龍津高中-臺中榮總」變更為「龍津高中－圖書館溪西分館」。

## 路線基本資料
全程行車里程15.3公里，全程行車時間約45分。往龍津高中41站，往圖書館溪西分館45站。

自圖書館溪西分館起沿福元路、福玄路、福安路、臺灣大道四段、臺灣大道五段3巷、新興路、遊園路、中蔗路、太平路、蔗南路、南崗路、竹師路二段、沙田路五段、向上路六段、中央路三段、三港路到龍津高中。

### 時刻表
- 時刻表僅供參考，請以中鹿客運網站公告為準。

| 台中市公車361路平/假日時刻表 | 台中市公車361路平/假日時刻表 | 台中市公車361路平/假日時刻表 | 台中市公車361路平/假日時刻表 |
| ---------------------------- | ---------------------------- | ---------------------------- | ---------------------------- |
| 龍津高中開時刻               | 龍津高中開備註               | 圖書館溪西分館開時刻         | 圖書館溪西分館開備註         |
| 07:25                        | -                            | 06:30                        | -                            |
| 10:00                        | -                            | 08:35                        | -                            |
| 12:50                        | -                            | 11:00                        | -                            |
| 15:00                        | -                            | 13:50                        | -                            |
| 17:30                        | -                            | 16:00                        | -                            |

### 收費
- 依里程計費；臺中市民刷電子票證享10公里免費。

### 停站
- 參見右側站牌路線圖。